# 祖庵镇
祖庵镇，是中华人民共和国陕西省西安市鄠邑区下辖的一个乡镇级行政单位。

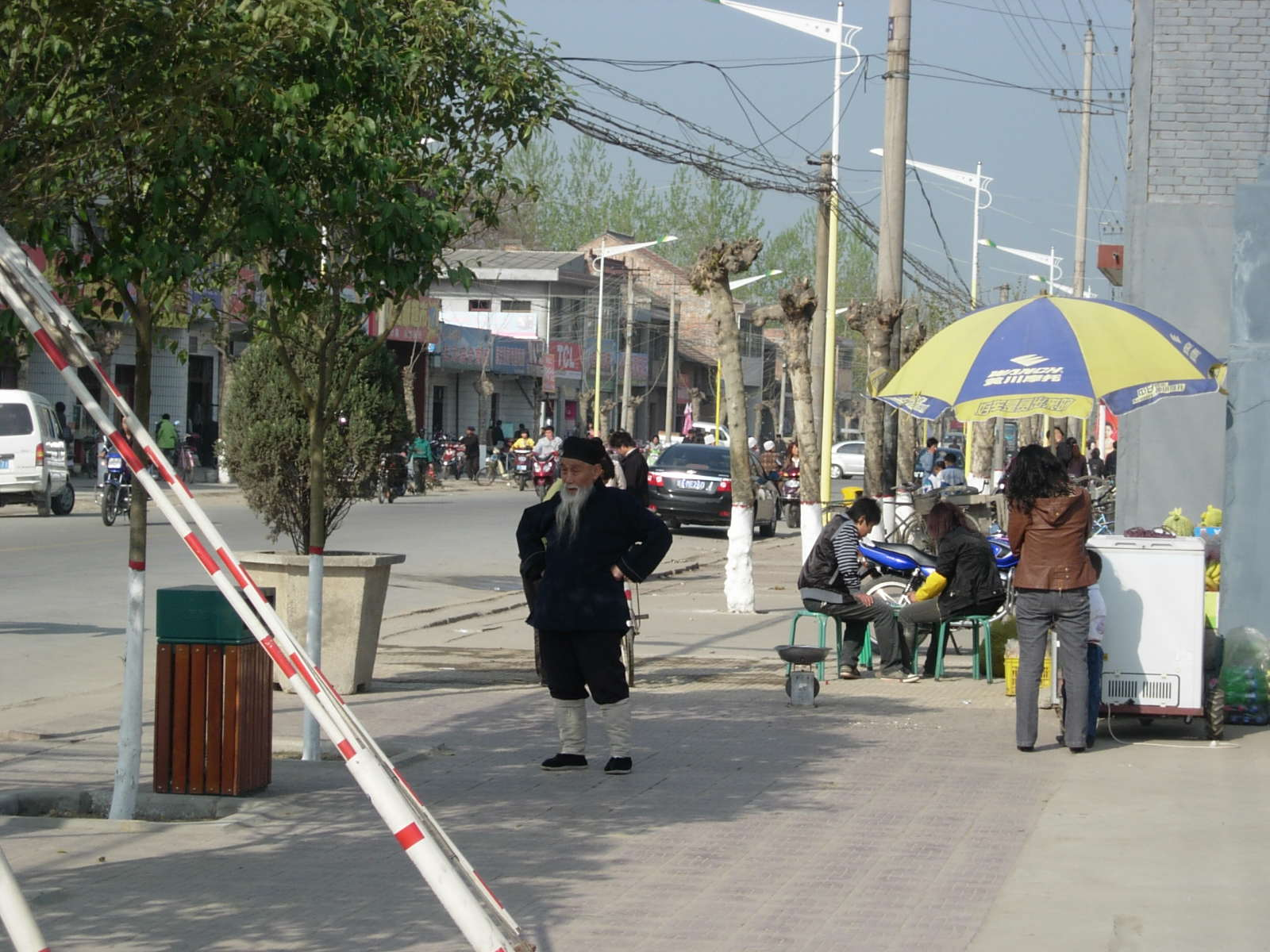
戶縣祖庵鎮

## 行政区划
祖庵镇下辖以下地区：
祖庵镇社区、北街村、南街村、东街村、西街村、李朱寨村、黄堡村、奉仙堡村、东元村、西元村、南元村、北元村、大庵村、小庵村、石佛寺村、养老宫村、菜村、庄头村、东庄村、双南村、双北村、鲁村、铺尚村、太平庄村、梁庄村、纸屯村、响桥村、北市村、城道宫村、城角村、甘水坊村和郝村。